# Irina Schrotter
Irina Schrotter (n. 5 mai 1965, Iași, România) este una dintre cele mai cunoscute creatoare de modă din România. În 2008 s-a decis să intre în politică și să candideze ca independent la Primăria Municipiului Iași, însă nu și-a continuat cariera politică. A rămas, în schimb, una dintre cele mai cunoscute femei de afaceri din România. În 2019, a lansat magazinul online https://irinaschrotter.com/.

## Educație
Irina Schrotter s-a născut la Iași la data de 5 mai 1965. Numele la naștere era Dobrea.
Clasele I-IV le-a absolvit la Școala Generală nr. 1 “Gh. Asachi” din Iași, în perioada 1971-1975. Între 1975 și 1983 studiază la Liceul “C. Negruzzi” din Iași, profilul matematică-fizică. Urmează apoi, între anii 1983-1989, Universitatea de Medicină și Farmacie Grigore T. Popa din Iași, secția de Medicină Generală, pe care o absolvă cu media 9,70.
În timpul facultății, este membră a brigăzii “Seringa”, faimoasă înainte de 1989 pentru textele umoristice care persiflau regimul Ceaușescu. Refuză să intre în Asociația Studenților Comuniști și în Partidul Comunist Român.
Tot din timpul facultății începe să se preocupe de creația vestimentară, pasiune pe care o moștenește de la mama sa. Înainte de 1989, lucrează la primele colecții pentru fabrici din Iași precum “Tomiris” Arhivat în 30 octombrie 2008, la Wayback Machine. și Cooperativa “Sporul”, care se bucură de o bună primire.
Irina Schrotter vorbește trei limbi străine: engleză, franceză și italiană.

## Activitatea profesională
În 1990, Irina Schrotter activează pentru un an ca medic stagiar la Spitalul de Urgențe “Sf. Ioan” Iași Arhivat în 25 ianuarie 2008, la Wayback Machine.,  secția de Chirurgie Plastică și Reparatorie. După adoptarea Legii privatizării nr. 54/1990, se decide să meargă pe calea afacerilor și a designului vestimentar. 
În perioada 1990-2008, devine asociată în mai multe firme: S.C. Exclusiv Comp SRL, S.C. Confecții Integrate Moldova Srl., S.C. Imobiliare Moldova SRL, S.C. IS Company SRL, S.C. Mark Limited Srl., S.C. Adriana 2006 SRL, ajungând să aibă peste 900 de colaboratori.
În 1990, deschide primul magazin, dedicat confecțiilor și primul salon de înfrumusețare din Iași. În 1991, are prima prezentare de modă la Teatrul Național din Iași. În același an, deschide centrul de înfrumusețare, care este declarat ulterior etalon în România.
În 1995, are prima prezentare de modă la București, iar din 1996 își începe prezentările bisezoniere în acest oraș, unde își deschide și primul magazin propriu pe Calea Victoriei.
Irina Schrotter organizează în 1999 Festivalul Internațional de Modă din Iași, unde aduce nume mari din moda românească, dar și colecții ale designerilor internaționali. În perioada 1999-2007, Festivalul devine cel mai important eveniment din moda românească și se transformă în Săptămâna Modei Românești - Iași, marcă înregistrată. 
În 2003, Irina Schrotter devine primul designer român acceptat cu o colecție la salonul „Prêt-à-Porter” din Paris, la care participă de atunci în fiecare an. Ulterior, este acceptată la alte târguri internaționale prestigioase precum The Train - New York Arhivat în 9 mai 2008, la Wayback Machine., Magic Show – Las Vegas, Milano Vende Moda Arhivat în 17 februarie 2008, la Wayback Machine. sau Nec Moda – Birmingham.
Brandul “Irina Schrotter” este vândut astăzi pe toate cele 4 continente, clienții principali fiind în Anglia, Elveția, Italia, Japonia, Brazilia, Liban, Arabia Saudită, Kuweit. În România deține cinci magazine și o rețea de clienți în toată țara.
În 2006, Irina Schrotter înființează la Iași Asociația FIT “Future in Textile”, al cărei președinte este. Asociația este înființată cu scopul de a susține și promova industria textilă românească prin organizarea de târguri, spectacole, evenimente și expoziții interne și internaționale, precum și de a reprezenta interesele producătorilor și designerilor din industria textilă românească la nivelul Ministerului Economiei și Comerțului Arhivat în 8 iunie 2007, la Wayback Machine..

## Premii
1999 - Premiu pentru “Cel mai bun creator al PAP”  în cadrul Galei de Modă, organizate de revista VIP Arhivat în 7 februarie 2008, la Wayback Machine.
2000 - Premiu “Personalitatea lunii” la Gala Personalităților organizată de revista VIP
2000 - Premiu de excelență pentru “Cel mai  bun eveniment de Modă” acordat de Pro TV
2001 - Diploma de excelență și medalia orașului Iași pentru promovarea imaginii orașului
2002 - Premiul  “Femeia anului 2001” - Secțiunea “Știință, Artă, Cultură”, în cadrul Galei Londa
2004 - Premiul “Femeia de succes a anului 2004”  acordat de revista VIP
2004 - Diploma de excelență și medalia orașului Iași pentru promovarea imaginii orașului
2005 - Premiul de “Excelență în modă” în cadrul evenimentului “Pantene Beauty Awards”[nefuncțională]

2006 - Oscar pentru “Cea mai bună evoluție în cariera de modă” acordat de revista Capital
2006 - Premiul “Femeia anului” la secțiunea “Știință, Artă, Cultură”

## Alte proiecte
În 2003, Irina Schrotter își începe cariera și în televiziune. Este producător și moderator al emisiunii “Cu Irina la cafea”, la Prima TV, proiect care continuă cu succes în 2005-2006, în colaborare cu televiziunea națională românească.
Irina Schrotter a realizat costume pentru filmul francez “L’homme pressé” (2005), pentru opera “Olandezul zburător”, regizată de Beatrice Bleonț la Opera Națională București, și pentru piesele de teatru "A douăsprezecea noapte", regizată de Beatrice Rancea la Teatrul Național din Iași, și “Străini în noapte”, regizată de Radu Beligan și itinerată în toată țara. 
S-a implicat în acțiuni umanitare, sprijinind centre de plasament, centre de zi, grădinițe de copii provenind din familii cu probleme materiale, centre medico-sociale de bătrâni, centre de copii supradotați provenind din centre de plasament sau din familii nevoiașe. Din 2007, este colaboratoare la “Programul de integrare socială a copiilor infestați cu virusul HIV SIDA, în spitalele din România în perioada 1988-1989”.
Până în prezent Irina Scrotter nu a fost membră a nici unui partid politic. Ea este implicată activ în viața publică și se declară atrasă de ideile unei politici de centru.